# Aero L-159 ALCA
De Aero L-159 ALCA is een Tsjechisch jachtvliegtuig gebouwd door Aero. ALCA staat voor Advanced Light Combat Aircraft, Geavanceerd Licht GevechtsVliegtuig. Op dit moment is de L-159 alleen in dienst bij de Tsjechische luchtmacht.

## Versies
- L-159A
- L-159B
- L-159T1

## Specificaties (L-159A)
- Bemanning: 1, de piloot
- Lengte: 12,72 m
- Spanwijdte: 9,54 m
- Hoogte: 4,87 m
- Vleugeloppervlak: 18,8 m2
- Leeggewicht: 4 350 kg
- Max. startgewicht: 8 000 kg
- Motor: 1× Honeywell/ITEC F124-GA-100, 28 kN
- Maximumsnelheid: 935 km/h
- Vliegbereik: 1 570 km
- Dienstplafond: 13 200 m
- Klimsnelheid: 48 m/s

## Gebruikers

### Militaire gebruikers
- Tsjechië: 20 L-159A en B’s en 4 L-159T1’s
- Irak

Voormalige gebruikers:
- Hongarije

### Civiele gebruikers
- Verenigde Staten
  - Draken International
  - Lewis Fighter Fleet

### Gerelateerde ontwikkelingen
- Aero L-39 Albatros
- Aero L-59 Super Albatros

### Vergelijkbare vliegtuigen
- Aermacchi MB-339
- BAe Hawk
- CASA 101
- Dassault/Dornier Alpha Jet
- FMA IA 63 Pampa
- Kawasaki T-4
- Soko G-4 Super Galeb
- PZL I-22 Iryda
- IAR 99 Siom